# كيرميت دريسكول
كيرميت دريسكول (بالإنجليزية: Kermit Driscoll)‏ هو عازف جاز أمريكي، ولد في 4 مارس 1956 في كيارني في الولايات المتحدة.

## وصلات خارجية
- الموقع الرسمي
- كيرميت دريسكول على موقع ميوزك برينز (الإنجليزية)
- كيرميت دريسكول على موقع قاعدة بيانات برودواي على الإنترنت (الإنجليزية)
- كيرميت دريسكول على موقع أول ميوزيك (الإنجليزية)
- كيرميت دريسكول على موقع ديسكوغز (الإنجليزية)